# یوسف بردیف
یوسف بردیف (به انگلیسی: Iosif Berdiev) ژیمناست زادهٔ ۲۶ نوامبر ۱۹۲۴ میلادی اهل کشور شوروی است.